# Mandarin de Singapour
Le mandarin de Singapour (chinois simplifié : 新加坡华语 ; chinois traditionnel : 新加坡華語 ; pinyin : Xīnjiāpō Huáyǔ) est un dialecte du mandarin parlé à Singapour. C'est l'une des quatre langues officielles de Singapour, avec l'anglais, le malais et le tamoul.  
Le mandarin standard officiel de la république de Singapour, connu sous le nom de Huayu (en) (华语), basé sur la phonologie du dialecte de Pékin et la grammaire du chinois vernaculaire, est pratiquement identique au mandarin standard pratiqué en république populaire de Chine, connu sous le nom de Pǔtōnghuà (普通话). Le mandarin de Singapour est devenu largement parlé par la communauté chinoise de Singapour depuis la campagne Speak Mandarin Campaign de 1979.
Le mandarin de Singapour a gardé certains aspects du chinois classique et du chinois vernaculaire (baihua) du début du XXe siècle. Dans ses premiers développements, le mandarin de Singapour fut influencé de façon importante par certains dialectes chinois parlés dans la république tels le hokkien, le teochew, le cantonais, ainsi que par le malais. De 1949 à 1979, il y a eu une rupture des contacts entre Singapour et la Chine. Le chinois de Singapour n'a dès lors pas subi l'influence du  mandarin de Chine continentale pendant cette période. À la place, le mandarin de Taïwan, via les médias taïwanais, ainsi que l'anglais, ont affecté le mandarin local, l'anglais étant devenu la lingua franca du pays à partir de 1965.   
Après les années 1980, le mandarin de Singapour commença à subir des influences chinoises du mandarin continental (Putonghua) après la reprise des contacts avec la république populaire de Chine. Singapour adopta de plus le Hanyu Pinyin pour la prononciation du mandarin standard, et adopta le système d'écriture en sinogrammes simplifiés à la place des sinogrammes traditionnels.  
De nos jours, le mandarin de Singapour continue de se développer avec ses influences propres, mais aussi au contact du mandarin continental, du mandarin taïwanais ainsi que de l'anglais. 
Comme pour la variante anglaise (Singlish), le mandarin de Singapour possède son propre créole parlé couramment, connu sous le nom de Singdarin.

## Histoire et utilisation
Avant le XXe siècle, les écoles chinoises de Singapour utilisaient généralement des langues chinoises autres que le mandarin, telles le Hokkien, le Teochew, le Cantonais, etc., pour enseigner la littérature chinoise et le chinois classique. Ceci est dû au fait que la plupart des émigrants chinois étaient originaires de la Chine maritime méridionale, qui parlaient ces différentes langues.
Durant la première partie du XXe siècle, influencés par le mouvement de l'écrit chinois vernaculaire en Chine et l'adoption du mandarin comme langue officielle en Chine, le mandarin et la langue écrite inspirée par le mandarin furent progressivement introduits à Singapour. Cependant, comme en Chine du sud, très peu de Chinois pouvaient parler correctement le mandarin, car la plupart des professeurs étaient originaires de Chine du Sud. Ils parlaient essentiellement un chinois différent du mandarin à l'école, et parlaient généralement un mandarin incorrect, avec de fortes influences dialectales. De plus, la plupart de ces professeurs connaissaient le chinois classique plus que le chinois vernaculaire. 
Bien qu'un Guoyu Zidian (国语字典) (dictionnaire mandarin) ait été publié par un groupe d'intellectuels en 1913, ce dictionnaire ne reprenait pas le mandarin effectivement parlé à cause de la prononciation retenue du  ru sheng 入声. Il s'agissait dès lors d'un mélange des prononciations entre les langues du nord et du sud. Ce n'est qu'à partir de 1932 qu'un dictionnaire basé sur la seule prononciation de Pékin fut publié. Avec ce nouveau dictionnaire, un mandarin plus correct fut diffusé à Singapour, les écoles disposant dorénavant d'un matériel d'enseignement du mandarin standard à Singapour. Dans les années 1930 et 1940, de nouvelles écoles mandarinophones furent fondées à Singapour par les Xinke (新客) (nouveaux immigrants de Chine). Le mandarin fut plus tard appelé « Huayu 华语 » (langue chinoise) par les Chinois de Singapour (en). Dans les années 1950, le mandarin avait déjà pris le statut de langue parlée par les Chinois éduqués et à l'Université de Nanyang, la première université sinophone de Singapour et hors du territoire chinois. Celle-ci fut fondée pour répondre à la demande de formation dans le secteur tertiaire pour les Chinois de Singapour. 
De 1965 à 1979, le mandarin fut mis à mal à Singapour, malgré son statut de langue officielle. Ceci est dû au fait que Singapour accéda à l'indépendance en 1965, et le gouvernement décida alors de promouvoir l'anglais comme langue de travail principale, à la place du mandarin. Au cours de cette période, le nombre d'étudiants dans les écoles sinophones diminua au profit des écoles anglophones. Dans ces dernières, l'apprentissage du mandarin était optionnel, ce qui amena à une génération qui ne maitrisait pas le mandarin. Dans les années 1980, la filière sinophone fut même abandonnée. Malgré cette période difficile, le mandarin subsista sous l'impulsion des académies de république de Chine (Taïwan) et de Malaisie. C'est en effet de ces deux pays que parvint l'influence chinoise, le Gouvernement de Singapour ayant interdit les voyages vers la république populaire de Chine à la suite de la révolution culturelle.  
Malgré la présence à l'origine d'un système d'éducation en chinois à Singapour, le mandarin ne se diffusa pas à Singapour avant 1979. La raison en était que les habitants de Singapour d'origine chinoise provenaient des provinces méridionales et maritimes, et ne parlant pas un chinois qui soit une variante du mandarin. Le mandarin n'était connu que des personnes éduquées, et la pratique en était essentiellement limitée aux cercles des écoles chinoises, des universités et des milieux commerciaux chinois.  Une forte proportion des Chinois de Singapour dans les années 1950 demeurait analphabète, et parlant toujours des dialectes chinois non mandarins. Seuls les personnes éduquées et les intellectuels maitrisaient le mandarin. Les autres parlaient généralement le hokkien, le teochew, le cantonais, etc. Les choses ne changèrent qu'après la Speak Mandarin Campaign de 1979 lorsque les personnes ne parlant pas le mandarin s'y mirent progressivement. 
Dans les années 1980, le gouvernement de Singapour décida de promouvoir le mandarin à travers la Speak Mandarin Campaign et rendit obligatoire pour tous les Singapouriens l'apprentissage du mandarin à l'école. Les langues maternelles devaient dès lors s'effacer au profit du mandarin chinois (ou simplement « chinois »). Singapour adopta également le système de transcription Hanyu Pinyin et les sinogrammes simplifiés à la place des sinogrammes traditionnels. Au-delà des années 1980, les Chinois de Singapour  subirent un processus de mandarinisation (chinois simplifié : 华语化 équivalent à celui qui s'était déroulé en Chine continentale et à Taïwan. L'adoption du Hanyu Pinyin conduisit à un mandarin plus standard et plus correct parlé à Singapour. Le résultat de ces actions et de cette vive promotion, le mandarin est aujourd'hui parlé largement parmi les Chinois de Singapour. De nos jours à Singapour, le mandarin est largement parlé dans les médias, et utilisé dans les écrits et la littérature chinoise. Il est désormais largement parlé par les Chinois de Singapour et pour communiquer avec ceux de Chine, Taïwan, Malaisie, etc.

## Différences avec le mandarin standard

### Vocabulaire
Les principales différences entre le Huayu et le Putonghua tient dans le vocabulaire utilisé. Une perte de contact avec la Chine et Singapour entre 1949 et 1979 amena à ce que le mandarin de Singapour dut créer un certain nombre de nouveaux mots pour répondre à son environnement.  Certains mots furent également apportés du mandarin de Taïwan (Guoyu) et des dialectes chinois parlés à Singapour. Le mandarin de Singapour finit par se créer un lexique propre. 

### Termes uniquement utilisés en mandarin de Singapour
Il existe de nombreux termes nouveaux spécifiques à la vie quotidienne à Singapour (certains se retrouvent également en Malaisie voisine). Ces mots sont généralement traduits du malais ou de dialectes chinois, ou même inventés lorsqu'il y a pas d'équivalent en putonghua. 
| Hanzi               | Pinyin                          | Définition                                                                                      |
| ------------------- | ------------------------------- | ----------------------------------------------------------------------------------------------- |
| 红毛丹              | hóng máo dàn                    | rambutan (un fruit d'Asie du Sud-Est)                                                           |
| 奎笼                | kuí lóng                        | kelong (un lieu de pêche)                                                                       |
| 甘榜                | gān bǎng                        | kampung (village)                                                                               |
| 沙爹                | shā dīe                         | Satay (brochette de Singapour et Malaisie)                                                      |
| 清汤                | qīng tāng                       | une sorte de dessert                                                                            |
| 嘉年华              | jiā nián huá                    | une fête (traduction de « Carnaval »)                                                           |
| 固本                | gù běn                          | « coupon » utilisé pour un parking de voiture                                                   |
| 组屋                | zǔ wū                           | appartement construit par un promoteur                                                          |
| 拥车证              | yōng chē zhèng                  | licence de voiture                                                                              |
| 保健储蓄            | bǎo jiàn chǔ xǜ                 | compte bancaire médical                                                                         |
| 周末用车            | zhōu mò yòng chē                | Voiture de week-end (un mode d'utilisation de voiture typique à Singapour）                     |
| 财路                | cái lù                          | « giro » (virement bancaire)                                                                    |
| 巴刹                | bā sā                           | « bazar » ou marché ou Pasar (malai)                                                            |
| 民众俱乐部 / 联络所 | mín zhòng jù lè bù lián luò suǒ | centre d'une communauté                                                                         |
| 叻沙                | lā sā                           | laksa (une sorte de nouilles au curry)                                                          |
| 垃圾虫              | lā jī chóng                     | « vermine de déchets »; un contrevenant en matière de respect de la législation sur la propreté |
| 排屋                | pái wū                          | terrasse de maison                                                                              |
| 小贩                | xiǎo fàn                        | hawker                                                                                          |

### Mêmes significations, autres mots
Il existe différents mots utilisés en mandarin de Singapour qui ont la même signification que d'autres mots utilisés en mandarin continental (putonghua) ou taïwanais (guoyu):
| Hanzi    | Pinyin           | Définition           | Putonghua                    | Guoyu                       | Notes |
| -------- | ---------------- | -------------------- | ---------------------------- | --------------------------- | --- |
| 乐龄     | lè líng          | personne âgée        | 老龄 lǎo líng                |                             | |
| 三文治   | sān wén zhì      | sandwich             |                              | 三明治 sān míng zhì         | Du cantonais 三文治 sāam màhn jih |
| 德士     | dé shì           | taxi                 | 出租车 chū zū chē            | 计程车 jì chéng chē         | à comparer avec le cantonais 的士 dīk sih                                                                                                   |
| 货柜     | huò guì          | conteneur            | 集装箱 jí zhuāng xiāng       |                             | |
| 火患     | huǒ huàn         | feu                  |                              |                             | |
| 耐       | nài              | durable / durée      | 耐用 nài yòng                | 耐用 nài yòng               | Du chinois classique. 耐用 est également utilisé à Singapour                                                                                |
| 驾车     | jià chē          | conduire une voiture | 开车 kāi chē                 | 开车 kāi chē                | Le mot 驾 provient du chinois classique. 开车 est également utilisé à Singapour. 驾车 se retrouve aussi dorénavant en mandarin continental. |
| 首个     | shǒu gè          | premier              | 第一个 dì yī gè              |                             | 第一个 est aussi utilisé à Singapour. 首个 se retrouve aussi dorénavant en mandarin continental.                                            |
| 公众     | gōng zhòng       | foule                | 群众 qǘn zhòng               | 群众 qǘn zhòng              | 公众 se retrouve aussi dorénavant en mandarin continental.                                                                                  |
| 群体     | qún tǐ           | groupe organisé      | 集体 jí tǐ                   |                             | 群体 se retrouve aussi dorénavant en mandarin continental.                                                                                  |
| 第一时间 | dì yī shí jīan   | immédiatement        | 立刻 lì kè                   | 立即 lì jí                  | |
| 一头雾水 | yī tóu wù shǔi   | flou et confus       | 晕头转向 yūn tóu zhǔan xìang | 胡里胡涂 hú lǐ hú tú        | 一头雾水 se retrouve aussi dorénavant en mandarin continental.                                                                              |
| 码头     | mǎ tóu           | dock                 | 港口 gǎng kǒu                |                             | Du Hokkien/Cantonais, Hokkien: beh tau, Cantonais : ma tau                                                                                  |
| 领袖     | líng xiú         | dirigeant            | 领导 líng dǎo                |                             | 领导 est parfois utilisé à Singapour |
| 手提电话 | shǒu tí diàn huà | téléphone mobile     | 手机 shǒu jī                 | 行动电话 xíng dòng diàn huà | 手机 est aussi utilisé en mandarin de Singapour, bien que moins fréquemment.                                                                |
| 客工     | kè gōng          | travailleur étranger |                              | 外劳 wài láo                | |
| 农夫     | nóng fū          | fermier              | 农民 nóng míng               |                             | 农夫 fut un terme de chinois ancien utilisé avant 1949, mais est toujours utilisé à Singapour.                                              |
| 巴士     | bā shì           | bus                  | 公交车 gōng jiāo chē         | 公车/巴士 gōng chē/bā shì   | Du cantonais |
| 电单车   | diàn dān chē     | motorcyclette        | 摩托车 mó tuō chē            | 机车 jī chē                 | Du cantonais |
| 罗里     | luó lǐ           | camion               | 卡车 kǎ chē                  | 货车 huò chē                | Du mot anglais « lorry » |

### Mêmes mots, autres significations
Certains mots sont utilisés en mandarin de Singapour et en mandarin de république populaire de Chine, mais avec des significations et des usages différents.
| Hanzi  | Pinyin     | Signification en Huayu | Signification en Putonghua                      | Notes |
| ------ | ---------- | ---------------------- | ----------------------------------------------- | --- |
| 小姐   | xiǎo jiě   | Dame                   | Prostituée ou femme victime du commerce du sexe | 小姐 est utilisé pour évoquer une femme ou une serveuse en mandarin de Singapour. Cependant, en mandarin de République populaire, 小姐 a une signification négative, évoquant plutôt une prostituée. 女士 ou 服务生 sont plutôt utilisés en mandarin continental plutôt que 小姐.                             |
| 对付   | duì fù     | se battre contre       | agir face à une personne ou un problème         | 对付 a une connotation négative en mandarin de Singapour, envisageant une action contre un ennemi. En mandarin de Chine populaire, la connotation est plus constructive, pour agir dans la résolution d'un problème.                                                                                          |
| 懂     | dǒng       | savoir                 | comprendre                                      | 懂 est habituellement utilisé en mandarin de Singapour avec pour signification « savoir », alors qu'en Chine populaire 知道 est plutôt utilisé. 懂 signifie « comprendre » en mandarin continental. |
| 计算机 | jì suàn jī | calculatrice           | ordinateur                                      | 计算机 est généralement utilisé en mandarin de Singapour pour signifier « calculatrice ». En Chine populaire, le mot 计算器 est plutôt utilisé pour « calculatrice ». 计算机 signifie « ordinateur » en Chine continentale, bien que récemment, le mot 电脑 soit de plus en plus utilisé pour « ordinateur ». |

### Emprunts et influence des dialectes chinois
Il existe de nombreux mots spécifiques au mandarin de Singapour qui proviennent des différentes langues ou dialectes chinois tels le Hokkien, le Teochew, le cantonais, etc. Ces dialectes ont aussi influencé la prononciation du mandarin de Singapour.
| Hanzi    | Pinyin         | Définition                                 | Notes |
| -------- | -------------- | ------------------------------------------ | --- |
| 阿兵哥   | ā bìng gē      | soldats                                    | provient du Hokkien « a peng ko » |
| 怕输     | pà shū         | craignant de perdre                        | provient du Hokkien « Kiasu » |
| 几时     | jǐ shí         | quand?                                     | provient du Hokkien/chinois classique (Putonghua: 什么时候) |
| 阿公     | ā gōng         | grand-père                                 | provient du Hokkien |
| 阿嬤     | ā mā           | grand-mère                                 | provient du Hokkien |
| 阿婆     | ā pó           | vieille dame                               | provient du Hokkien |
| 很显     | hěn xiǎn       | très ennuyant                              | souvent dit en mandarin de Singapour à la place de 无聊/闷 (en mandarin standard). Le mot « xian 显 » provient du Hokkien « seng ».                                                                                    |
| 敢敢     | gǎn gǎn        | soit courageux                             | souvent dit en mandarin de Singapour à la place de 勇敢 (en mandarin standard). Par exemple, 敢敢做个开心人！(ose être une personne heureuse!). Le mot « 敢敢 » provient du Hokkien « kann kann » (oser)               |
| 古早     | gǔ zǎo         | ancien                                     | provient du Hokkien « ko cha » ou « gu cha ». Se retrouve en certains écrits à Singapour (par exemple au Hawker Center) à la place de 古时候(en mandarin standard).                                                    |
| 做工     | zuò gōng       | travail                                    | provient du Hokkien « cho kang », qui signifie « travail ». 做工 est souvent dit en mandarin de Singapour à la place de 工作/上班 (en mandarin standard) . En mandarin standard, 做工 signifie généralement artisanat. |
| 烧       | shāo           | chaud                                      | provient du Hokkien « sio », qui signifie « chaud ». 烧 est souvent dit en mandarin de Singapour à la place de 热/烫 (en mandarin standard).                                                                           |
| 什么来的 | shěn mè lái dè | Que'st ce que c'est?                       | provient du Hokkien « sia mi lai e ». 什么来的 est souvent dit en mandarin de Singapour à la place du plus formel 这是什么(en mandarin standard)                                                                       |
| 阿佬     | ā lǎo          | man                                        | 佬 provient du cantonais |
| 是吗     | shì ma         | est-ce bien?                               | souvent prononcé « shì mēh » à la place de « shì ma » (mandarin standard). La prononciation « mēh » provient du cantonais.                                                                                             |
| 大耳窿   | dà ěr lóng     | usurier                                    | provient du cantonais. (à comparer avec le mandarin de Taïwan: 地下錢莊) |
| 搭客     | dā kè          | passager                                   | provient du cantonais (à comparer avec le Putonghua: 乘客） |
| 摆乌龙   | bǎi wū lóng    | malentendu / faire des erreurs / confusion | provient du cantonais |
| 好脸     | hào liàn       | vantard, qui aime s'afficher               | provient du Teochew (ho lien). À part « qui aime s'afficher », le terme peut décrit quelqu'un de fier, par exemple qui ne veut pas perdre la face. (à comparer avec le Putonghua: 爱出风头， Guoyu: 愛現）             |
| 卤面     | lǔ miàn        | une sorte de nouilles                      | provient du Teochew « lor mee ». |
| 粿条     | guǒ tiáo       | un type de plat de nouilles                | provient du Teochew « kuey teo ». （à comparer avec le cantonais « hor fan 河粉 »） |

### Emprunts lexicaux et influence de l'anglais
Il existe un certain nombre de mots en mandarin de Singapour qui sont originaires ou translitérés de l'anglais. Certains mots se retrouvent en mandarin de Singapour écrit. 
| Hanzi    | Pinyin       | Définition               | Notes                                                             |
| -------- | ------------ | ------------------------ | ----------------------------------------------------------------- |
| 摩多西卡 | mó duō xī kǎ | Moto (Motorcycle)        | 电单车 et 摩托车 sont également utilisés en mandarin de Singapour |
| 巴仙     | bā xiān      | Pourcentage (Percentage) | À comparer avec 百分比 utilisé en Chine                           |

### Grammaire
En mandarin standard écrit de Singapour, la grammaire est proche de celle du mandarin standard écrit de la république populaire de Chine (putonghua). cependant, la grammaire pratiquée du mandarin de Singapour peut présenter des différences, sous l'influence des dialectes chinois de Singapour, du chinois classique ou de l'anglais. Il existe également des spécificités propres. 

#### Heures
En parlant de minutes, le mandarin de Singapour utilise généralement le mot « zi 字 », représentant 5 minutes. Pour évoquer les heures (en tant que durée), 钟头 est utilisé à la place de 小时.
Par exemple :
一个字 = 5 minutes
两个字 = 10 minutes
三个字 = 15 minutes
九个字 = 45 minutes
7:45 du matin est généralement exprimé 七点九个字 en mandarin de Singapour plutôt que 七点四十五分
L'utilisation de « zi 字 » est originaire du hokkien, du cantonais et du chinois classique. Il trouve son origine dans les anciennes unités de mesure de temps chinoises. Anciennement, les heures étaient dénommées « shichen 时辰 » (équivalent à deux de nos heures), alors que les minutes étaient exprimées en « ke 刻 » (équivalent à environ un quart d'heure). Chaque « ke 刻 » était lui-même divisé en trois « zi 字 » (soit 5 minutes).

#### Jours de la semaine
Pour parler des jours de la semaine, le mandarin de Singapour utilise généralement le mot  « 拜-(n°) », par exemple 拜一  à la place de  星期一 pour signifier « lundi ». « dimanche » est généralement écrit 礼拜天 ou simplement 礼拜 à la place de 星期日. « Une semaine » est généralement écrit 一个礼拜 à la place de l'habituel 一个星期. 
L'utilisation de 拜 trouve son origine du Hokkien, où l'utilisation de 礼拜 provient de la définition chrétienne des jours de la semaine.

#### Grands nombres
En mandarin continental, 10 000 peut s'écrire 一万. Cependant, en mandarin de Singapour, 万 (10 000) peut s'écrire seul. Cependant 10 000 est souvent dit 十千, alors que 100 000 est dit 百千. Cet usage provient de l'influence de la numération anglaise utilisée à Singapour.

#### L'utilisation du mot «先»
Le mot « xian 先 » est souvent utilisé en mandarin de Singapour, sous influence de la grammaire cantonaise. « 先 » est souvent mis en fin de phrase, à la place ou après le sujet en début de phrase. 
Par exemple :
你走先, souvent utilisé en mandarin de Singapour, est souvent utilisé en cantonais (你走先 lei jau sin), alors qu'en revanche 你先走  n'est pas grammaticalement correct en cantonais oral. Le mandarin continental écrirait plutôt 你先走。

#### L'utilisation du mot «而已»
L'utilisation du mot « er yi 而已 » (« c'est fini ») est plus courant en mandarin de Singapour, alors que le mandarin continental utilise plutôt « ba le 罢了 ». 而已 provient du chinois classique.
Par exemple, 这样子而已啊！ est plus utilisé à Singapour que 这样子罢了!

#### L'utilisation du mot «啊» pour indiquer l'affirmative
En mandarin de Singapour, le mot 啊 est souvent utilisé en réponse à une affirmation et signifie simplement « oui ». Il est généralement prononcé « ahng » (avec le « n » ou ton nasal) à la place de « ah » ou « a » (en mandarin continental). Le mandarin standard utilise plutôt 是，哦 ou 噢 pour signifier « oui ».

#### L'utilisation du mot «才» à la place de «再»
En mandarin standard, le mot 再  est souvent utilisé pour indiquer une action future après avoir accompli une première action. En mandarin de Singapour, il y a une tendance à utiliser le mot 才 plutôt que 再 pour un tel usage.
Par exemple, la phrase en mandarin de Singapour suivante utilise en effet le mot 才 plutôt que 再 (en mandarin standard)
　　关税申报单刚巧用完了，打算在飞机上领了才填写。(黄孟文《安乐窝》)
　　现在不要说，等他吃饱了才说。

#### L'utilisation de certains mots comme adjectifs
En mandarin standard, une manière typique de transformer des mots tels 兴趣 (interérêt), 营养 (nutrition), 礼貌 (politesse) en adjectifs est de leur ajouter 有 en préfixe. Par exemple, 很有兴趣 (très intéressé), 很有营养 (très nutritif), 很有礼貌 (très poli). cependant, en certains écrits du mandarin de Singapour, le mot 有 est parfois omis pour devenir 很兴趣 (très intéressé), 很营养 (très nutritif), 很礼貌 (très poli).

#### L'utilisation de la répétition d'un verbe avant le mot «一下»
Dans la grammaire du mandarin standard, le mot 一下 est souvent utilisé après un verbe pour indiquer qu'une action (celle précisée par le verbe) est réalisée en un court temps. Le verbe n'est en principe pas répété en mandarin standard. Par exemple, 想一下 (y penser un instant)， 讨论一下 (en discuter un instant), 研究一下 (chercher un instant).
Mais dans la grammaire du mandarin de Singapour, certain verbes peuvent être répéts avant le mot 一下. Par exemple, 想想一下(le verbe 想 est répété) ， 骂骂一下 (le verbe 骂 est répété) ， 研究研究一下 (le verbe 研究 est répété).

#### L'utilisation habituelle du mot «被»
Comparé avec le mandarin standard, le mot 被 (indication de la forme passive) est davantage utilisé par le mandarin de Singapour. Ceci est dû principalement à l'influence de l'anglais.  Par exemple, 马路被修好了 (« la route était déjà réparée ») est plus fréquemment utilisé en mandarin de Singapour que 马路已修好了 (mandarin standard).

### Phonologie et tons
La phonologie te les tons du mandarin de Singapour sont généralement équivalents à ceux du mandarin standard. Il existe ainsi quatre tons, mais le Erhua (finales en R) et le ton neutre (輕聲/轻声 - « ton léger ») sont généralement absents du mandarin de Singapour.
Dans ses premiers développements, le mandarin de Singapour fut fort influencé par le Ru sheng 入声 (ton marqué ou le « 5e ton ») d'autres dialectes chinois. Dès lors, le cinquième ton Ru sheng existait dans le mandarin de Singapour ancien. Le cinquième ton présente les caractéristiques suivantes : 
- c'est un ton tombant, généralement noté 51, mais parfois jusqu'à 53.
- c'est un ton court. Il est considéré comme un brusque arrêt.
- la syllabe incluant ce ton présente un coup de glotte. Ce son final est généralement évident, mais pas toujours. Ce coup  de glotte n'interrompt pas seulement la durée du ton, mais rend aussi le début de la consonne plus marqué, marquant un voisement.

Cependant, après une vingtaine d'années de pratique, le cinquième ton avait pratiquement disparu du mandarin de Singapour. Celui-ci avait de lui-même repris une prononciation s'approchant de celle du mandarin standard.